# Duc de Frías
Pour les articles homonymes, voir Frias (homonymie).
Le titre de duc de Frías, l'un des plus importants de la noblesse espagnole, est accordé le 20 mars 1492 par les Rois catholiques, à Bernardino Fernández de Velasco, fils de Pedro Fernandez de Velasco, 3e comte de Haro et 7e connétable de Castille. C'est en 1520, que l'empereur Charles Quint confère à la famille Velasco, l'une des plus puissantes et plus influentes lignées de la noblesse castillane, la dignité de Grand d'Espagne.

## Liste des ducs de Frías
1. Bernardino Fernández de Velasco y Mendoza (en) (1454-1512), 3e comte de Haro, 7e connétable de Castille
2. Íñigo Fernández de Velasco y Mendoza (en) (1462-1528), 4e comte de Haro
3. Pedro Fernández de Velasco y Tovar (en) (1485 -1559)
4. Íñigo Fernández de Velasco y Tovar (en) (1520-1585)
5. Juan Fernández de Velasco y Tovar (1550-1613), 7e comte de Haro, 10e connétable de Castille et gouverneur du duché de Milan
6. Bernardino Fernández de Velasco y Tovar (en) (1609-1652)
7. Íñigo Fernández de Velasco (1629-1696)
8. José Fernández de Velasco y Tovar (es) (1665-1713)
9. Bernardino Fernández de Velasco y Tovar (1713-1727)
10. Agustín Fernández de Velasco (es) (1669-1741)
11. Bernardino Fernández de Velasco y Pimentel (es) (1707-1771)
12. Martín Fernández de Velasco (es) (1729-1776)
13. Diego López Pacheco Téllez-Girón (en) (1754-1811)
14. Bernardino V Fernández de Velasco (1783-1851) 11e marqués de Frómista, 9e duc d'Uceda
15. José Bernardino Fernández de Velasco (es) (1836-1888)
16. Bernardino Fernández de Velasco y Balfé (ca) (1866-1919)
17. Guillermo Fernández de Velasco y Balfé (ca) (1870-1936)
18. José Fernández de Velasco y Sforza (ca) (1910-1986)
19. Francisco de Borja Soto y Moreno-Santamaría